# مثلجة مارش
مثلجة مارش أو جليدية مارش أو نهر مارش الجليدي (بالإنجليزية: Marsh Glacier)‏ () هي مثلجة يبلغ طولها حوالي 110 كم (70 ميل)، تتدفق شمالاً من الهضبة القطبية بين سلسلة جبال ميلر وسلسلة جبال الملكة إليزابيث في مثلجة نمرود. تمت استكشافها من قبل الفريق النيوزيلندي من بعثة الكومنولث إلى القطب الجنوبي (1956-1958) وتم تسميتها باسم جورش مارش، أحد أعضاء الفريق.